# Lista över ISO-standarder
Denna lista innehåller ett litet urval av ISO:s (ibland med IEC) standarder i nummerordning. Som titel listas här en del (ofta sista strofen) av standardens fullständiga och vanligtvis mycket långa titel. I de fall en standard även antagits som svensk standard (SS-ISO nnn) och titeln översatts till svenska används denna titel i listan – i annat fall används en av originaltitlarna. Standarder som har flera delar under samma huvudbeteckning listas inte separat, utan behandlas eller listas under huvudbeteckningens artikel.

## ISO 1 - ISO 999
| Beteckning  | Titel (se kommentar ovan)                                    | Behandlar                                |
| ----------- | ------------------------------------------------------------ | ---------------------------------------- |
| ISO 9       | Transliteration of Cyrillic characters into Latin characters | translitterering av kyrilliska alfabetet |
| ISO 31      | Storheter och enheter                                        | Internationella måttenhetssystemet (SI)  |
| ISO 68-1    | Metriska ISO-gängor                                          | Metriska gängor                          |
| ISO 216     | Färdigformat — A och B-serien                                | pappersformat                            |
| ISO 233     | Transliteration of Arabic characters into Latin characters   | translitterering av arabiska alfabetet   |
| ISO 259     | Transliteration of Hebrew characters into Latin characters   | translitterering av hebreiska alfabetet  |
| ISO 261     | ISO general purpose metric screw threads – General plan      | Metriska gängor                          |
| ISO 639     | Språkkoder                                                   | språkkoder                               |
| ISO/IEC 646 | Internationell 7-bits teckenkod för datautbyte               | äldre teckenkodningar                    |
| ISO 732     | 120-size and 220-size films                                  | filmformaten 120 och 220                 |
| ISO 838     | Paper – Holes for general filing purposes – Specifications   | Hålplacering med två hål c-c 80 mm       |

## ISO 1000 - ISO 9999
| Beteckning    | Titel                                                                                  | Behandlar                                                      |  |
| ------------- | -------------------------------------------------------------------------------------- | -------------------------------------------------------------- |  |
| ISO 1007      | 135-size film and magazine                                                             | filmformatet 135                                               |  |
| ISO/IEC 1539  | Datorprogramspråk – FORTRAN                                                            |                                                                |  |
| ISO/IEC 2022  | Datarepresentation – Kodväxlingsteknik                                                 | teckenkodningar                                                |  |
| ISO 2768      | General tolerances                                                                     | Toleranser                                                     |  |
| ISO 3029      | 126-size cartridges — Dimensions of cartridge, film and backing paper                  | filmformatet 126                                               |  |
| ISO 3506      | Hållfasthetsfordringar för fästelement av korrosionsbeständigt rostfritt stål          | rostfritt stål                                                 |  |
| ISO 3166      | Landsbeteckningar                                                                      | landskoder                                                     |  |
| ISO 3601      | Fluid power systems – O-rings                                                          | O-ringar                                                       |  |
| ISO 3602      | Transkribering av japanska (kana skrift) med latinska bokstäver                        | katakana och hiragana                                          |  |
| ISO 3864      | Safety colours and safety signs                                                        | varningsetiketter och -skyltar                                 |  |
| ISO 4157      | Construction drawings – Designation systems                                            | byggritningar                                                  |  |
| ISO 4217      | Valutabeteckningar                                                                     | valutakoder                                                    |  |
| ISO/IEC 4873  | Internationell 8-bits teckenkod för datautbyte                                         |                                                                |  |
| ISO 5800:2001 | Photography – Colour negative films for still photography – Determination of ISO speed | ISO-grader för färgfilm                                        |  |
| ISO 6009      | Hypodermic needles for single use -- Colour coding for identification                  | färgkodning av kanyler                                         |  |
| ISO 6166      | Internationellt standardnummer för värdepapper (ISIN)                                  |                                                                |  |
| ISO 6346      | Märkning av Containrar                                                                 | Kodbeteckningar och märkning                                   |  |
| ISO 6429      | Styroperationer i 7-bits och 8-bits teckenkoder                                        |                                                                |  |
| ISO/IEC 6937  | teckenkodning för datorer, en multibyte-utvidgning av ASCII                            |                                                                |  |
| ISO 7372      | Handelsdatautväxling – Dataelementkatalog                                              |                                                                |  |
| ISO 7501      | Transaktionskort                                                                       | bl. a. maskinläsbara pass                                      |  |
| ISO 7775      | Datadisposition för meddelanden                                                        |                                                                |  |
| ISO 7810      | Format på id-kort                                                                      | bankkort, kreditkort,digital-TV-kort och nyare svenska körkort |  |
| ISO 7811      | Mer egenskaper för ISO 7810 ID-1 kort , datalagring                                    | bankkort, kreditkort                                           |  |
| ISO 7813      | Egenskaper för ISO 7810 ID-1 kort , fysisk utformning                                  | tjocklek, avrundning av hörn                                   |  |
| ISO 7816      | Egenskaper för ISO 7810 ID-1 kort med Chip s.k Smartcard                               | digital-TV-kort                                                |  |

- ISO 7811 recording technique on identification cards
- ISO 8348 nätverksskikt
- ISO 8601 datum- och tidsformat
- ISO/IEC 8613 Information technology – Open Document Architecture (ODA) and interchange format
- ISO 8650 Association Control Service Element är en metod i OSI-modellen
- ISO/IEC 8652 Information technology – Programming languages – Ada (programspråk)
- ISO/IEC 8824 Abstract Syntax Notation One (ASN.1)
- ISO/IEC 8825 ASN.1 Encoding Rules
- ISO/IEC 8859 8-bitars teckenkodningar
  - ISO/IEC 8859-1 Latin-1
  - ISO/IEC 8859-2 Latin-2
  - ISO/IEC 8859-3 Latin-3 or "South European"
  - ISO/IEC 8859-4 Latin-4 or "North European"
  - ISO/IEC 8859-5 Latin/Kyrillisk
  - ISO/IEC 8859-6 Latin/Arabisk
  - ISO/IEC 8859-7 Latin/Grekisk
  - ISO/IEC 8859-8 Latin/Hebrew
  - ISO/IEC 8859-9 Latin-5
  - ISO/IEC 8859-10 Latin-6, rearrangement of 8859-4
  - ISO/IEC 8859-11 Latin/Thai, samma som TIS 620
  - ISO/IEC 8859-15 Latin-9, revision of 8859-1
  - ISO/IEC 8859-16 Latin-10 South-Eastern European languages and others
- ISO 8879 Standard Generalized Markup Language (SGML)
- ISO 9000 Quality Management System in production environments
- ISO 9001 Quality Management
- ISO 9004 Vägledning för kvalitetsstyrning
- ISO 9069 SGML support facilities -- SGML Document Interchange Format (SDIF)
- ISO/IEC 9075 Information technology – Database languages – SQL
- ISO 9241 Ergonomics of human-system interaction
- ISO/IEC 9293 Information technology – Volume and file structure of disk cartridges for information interchange
- ISO 9362 Bank Identifier Code or BIC system
- ISO 9407 Shoe sizes – Mondopoint system of sizing and marking
- ISO 9564 Financial services – Personal Identification Number (PIN) management and security
- ISO/IEC 9579 Remote database access for SQL
- ISO 9660 CD-ROM file system (CDFS)
- ISO/IEC 9899:2011 Programspråket C
- ISO 9906 Standard för provning av rotodynamiska pumpar
- ISO/IEC 9945 Portable Operating System Interface (POSIX)
- ISO/IEC 9995 Information technology – Keyboard layouts for text and office systems

## ISO 10000 - ISO 19999
- ISO 10006 Quality management -- Guidelines to quality in project management
- ISO 10007 Quality management -- Guidelines for configuration management
- ISO/IEC 10021 Message Oriented Text Interchange Systems (MOTIS)
- ISO/IEC 10026 Open systems interconnect
- ISO/IEC 10179:1996 Document Style Semantics and Specification Language (DSSSL)
- ISO/IEC 10206 Pascal Programspråk (Extended Pascal)
- ISO 10279 programspråket BASIC Programspråk
- ISO 10303-239:2005 Industrial automation systems and integration -- Product data representation and exchange -- Part 239: Application protocol: Product life cycle support PLCS
- ISO 10646 Universal Character Set
- ISO 10664 Hexalobular internal driving feature for bolts and screws (sexflikig försänkning på skruvhuvud, d.v.s. Torx-skruvar)
- ISO 10667 är en standard för bedömningstjänster i arbetslivet
- ISO 10962 Financial Instruments
- ISO/IEC 11172 Coding of moving pictures and associated audio for digital storage media at up to about 1,5 Mbit/s - MPEG-1
- ISO 11446:2004 Dimensioner och kontaktplacering m.m. for en 13-polig elektrisk anslutning mellan dragbil och släp med elsystem med nominell 12 volts spänning
- ISO 11521 ersatt av ISO 15022
- ISO/IEC 13249 SQL multimedia and application packages
- ISO 13406-2  Ergonomic requirements for work with visual displays based on flat panels - LCD-skärmar
- ISO 13450 110 film format
- ISO 13485 Medical device (medicinsk tekniska direktiv)
- ISO 13490 Information technology: Volume and file structure of read-only and write-once compact disk media for information interchange
- ISO 13616 Bank Account Numbers (IBAN)
- ISO/IEC 13818 Generic coding of moving pictures and associated audio information - MPEG-2
- ISO 14000 Environmental Management Standards in production environments
- ISO 14001 Environmental management systems
- ISO/IEC 14496 Coding of audio-visual objects - MPEG-4
- ISO 14651 Information technology: International string ordering and comparison
- ISO/IEC 14977 Extended Backus-Naur Form (EBNF)
- ISO/IEC 14882 Programspråket C++
- ISO 15000 Electronic business eXtensible Markup Language ebXML
- ISO 15022 Securities: Scheme for messages
- ISO/IEC 15189:2003 Kliniska laboratorier - Särskilda krav på kvalitet och kompetens
- ISO/IEC 15288:2002 Livscykelprocesser för system
- ISO/IEC 15408 Common Criteria - Evaluation Criteria for Information Technology Security
- ISO/IEC 15444 JPEG 2000 image coding system
- ISO/IEC 15445:2000 ISO HTML, a subset of Hypertext Markup Language (HTML) 4
- ISO 15489-1 Information and documentation - Records management - Part 1: General
- ISO 15489-2 Information and documentation - Records management - Part 2: Guidelines
- ISO 15924 Codes for the representation of names of scripts
- ISO/TS 16949 Quality management systems -- Particular requirements for the application of ISO 9001:2000 for automotive production and relevant service part organizations
- ISO/IEC 17025:2005 Allmänna kompetenskrav för provnings- och kalibreringslaboratorier
- ISO 19011 Guidelines for quality and/or environmental management systems auditing
- ISO 19101 Geography: Reference model
- ISO 19105 Geography: Conformance and testing
- ISO 19107 Geography: Spatial schema
- ISO 19108 Geography: Temporal schema
- ISO 19111 Geography: Spatial referencing by coordinates
- ISO 19113 Geography: Quality principles
- ISO 19115 Geography: Metadata
- ISO/IEC 19757 Document Schema Definition Languages (DSDL)
  - ISO/IEC FDIC 19757-2 Regular-grammar-based validation RELAX NG
  - ISO/IEC 19757-3 Rule-based validation - Schematron
- SS-ISO/IEC 19770:2006 Programvaruhantering
  - SS-ISO/IEC 19770-1 Del 1: Processer

## ISO 20000 - ISO 29999
- ISO 22000 Food safety management systems – Requirements for any organization in the food chain
- ISO/IEC 22250 Regular Language description for XML -- (RELAX)
  - ISO/IEC 22250-1 RELAX Core
- ISO 23081-1 Information and documentation - Records management processes - Metadata for records - Part 1: Principles
- ISO/IEC 23270:2003 programspråket C#
- ISO 26000 guidelines for social responsibility
- ISO/IEC 26300 OpenDocument
- ISO/IEC 27000 Information technology – Security techniques – Information security management systems – Overview and vocabulary
- ISO/IEC 27001 Information technology – Security techniques – Information security management systems – Requirements
- ISO/IEC 27002 Information security, cybersecurity and privacy protection – Information security controls

## ISO 30000 -
- ISO 30000:2009 Ships and marine technology – Ship recycling management systems – Specifications for management systems for safe and environmentally sound ship recycling facilities
- ISO 31000:2009 Risk management – Principles and guidelines
- ISO 31050:2013 Risk management – Break: rules and safety
- ISO/IEC 31010:2009 Risk management - Risk assessment techniques
- ISO 32000 Document management – Portable document format
- ISO/IEC 38500:2008 Corporate governance of information technology
- ISO/IEC 80000 Quantities and units (en)